# Кіттіля
Кіттіля (фін. Kittilä півн.-саам. Gihttel) — громада в північній частині Фінляндії, в провінції Лапландія.

## Загальна інформація
Площа громади — 8263,08 км². Межує з громадами: Енонтекіьо (на північному заході), Інарі (на північному сході), Соданкюля (на сході), Рованіемі (на півдні), Коларі (на південному заході) і Муоніо (на заході). Кіттіля є популярним місцем відпочинку. Найбільш відомий гірськолижний курорт — Леві, один з найбільших у Фінляндії. На території громади є аеропорт, відкритий у 1983. У 2010 році його пасажиропотік становив 215 тисяч осіб.
Найнижча температура на території Фінляндії за весь період метеоспостережень (за даними на 14 лютого 2011) спостерігалася саме в Кіттіля 28 січня 1999: −51,5 °C.

## Економіка
У 2006 було оголошено про те, що канадська гірничодобувна корпорація Agnico-Eagle Mines почне розробку золотого рудника в Кіттіля. У 2009 рудник дав першу продукцію. На 2011 рік цей рудник був найбільшим у Європі. Проектний рівень видобутку рудника — близько 5 тонн золота на рік. Оцінка запасів родовища — 3 млн унцій. Передбачається, що рудник проіснує близько 15 років.
У 2011 було оголошено, що в Кіттіля виявлено ще одне перспективне родовище золота.

## Населення
Населення за даними на 2012 рік становило 6281 осіб. Щільність населення становить 0,78 чол/км². 
Рідна мова населення:
- фінська: 98 %
- шведська: 0,3 %
- саамські: 0,1 %
- інші: 1,6 %

Вікові групи населення:
- від 0 до 14 років: 15,8 %
- від 15 до 64 років: 66,0 %
- старше 65 років: 18,2 %

| 1970 | 1975 | 1980 | 1985 | 1990 | 1995 | 1998 | 2000 | 2002 | 2004 | 2006 | 2008 | 2010 | 2011 |
| ---- | ---- | ---- | ---- | ---- | ---- | ---- | ---- | ---- | ---- | ---- | ---- | ---- | ---- |
| 7272 | 6718 | 6404 | 6213 | 6167 | 6205 | 5994 | 5819 | 5797 | 5833 | 5887 | 6036 | 6123 | 6200 |

## Політика
| партія               | Результати виборів 2008 | місця |
| -------------------- | ----------------------- | ----- |
| Фінляндський центр   | 50,2 %                  | 14    |
| Лівий союз           | 30,3 %                  | 8     |
| Національна коаліція | 12,4 %                  | 3     |
| Соціал-демократи     | 7,1 %                   | 2     |

## Села
На території громади розташовані такі села: 
- Ala-Kittilä
- Alakylä
- Hanhimaa
- Helppi
- Hormakumpu
- Hossa
- Jeesiöjärvi
- Kallo
- Kaukonen

- Kelontekemä
- Kiistala
- Kinisjärvi
- Kittilä
- Kotakumpu
- Kuivasalmi
- Köngäs
- Lehmilehto
- Levi

- Lintula
- Lompolo
- Maunujärvi
- Molkojärvi
- Pitkäkumpu
- Pokka
- Pulju
- Raattama
- Rauhala

- Rautuskylä
- Sirkka
- Sätkenä
- Tepasto
- Tepsa
- Veitservasa
- Veittivuoma
- Vesma
- Vittakumpu

## Відомі люди
- Арто Паасілінна — відомий фінський письменник
- Рейдар Сярестьоніемі — фінський художник

## Галерея

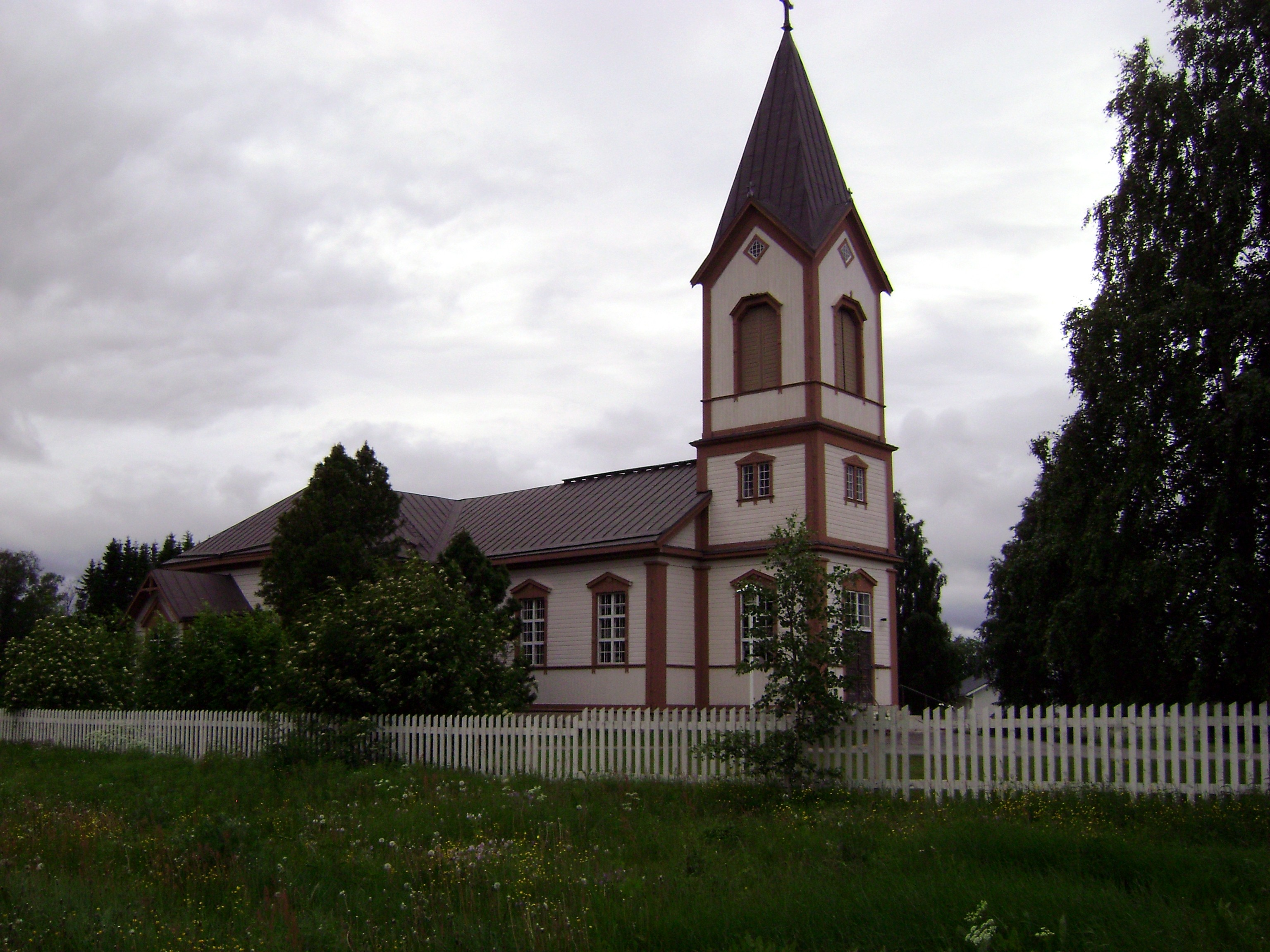
Церква Кіттіля
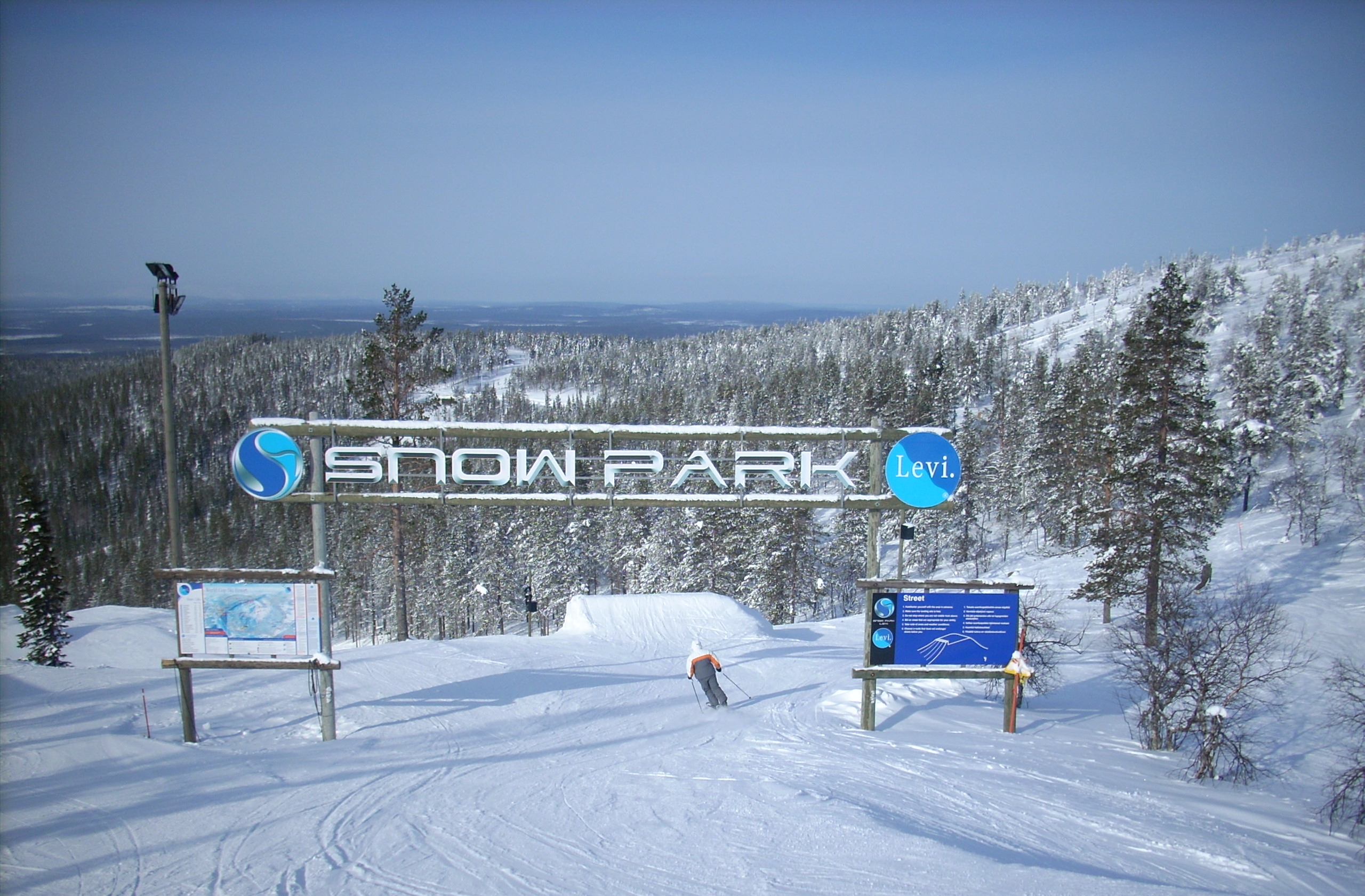
Snowpark у Леві
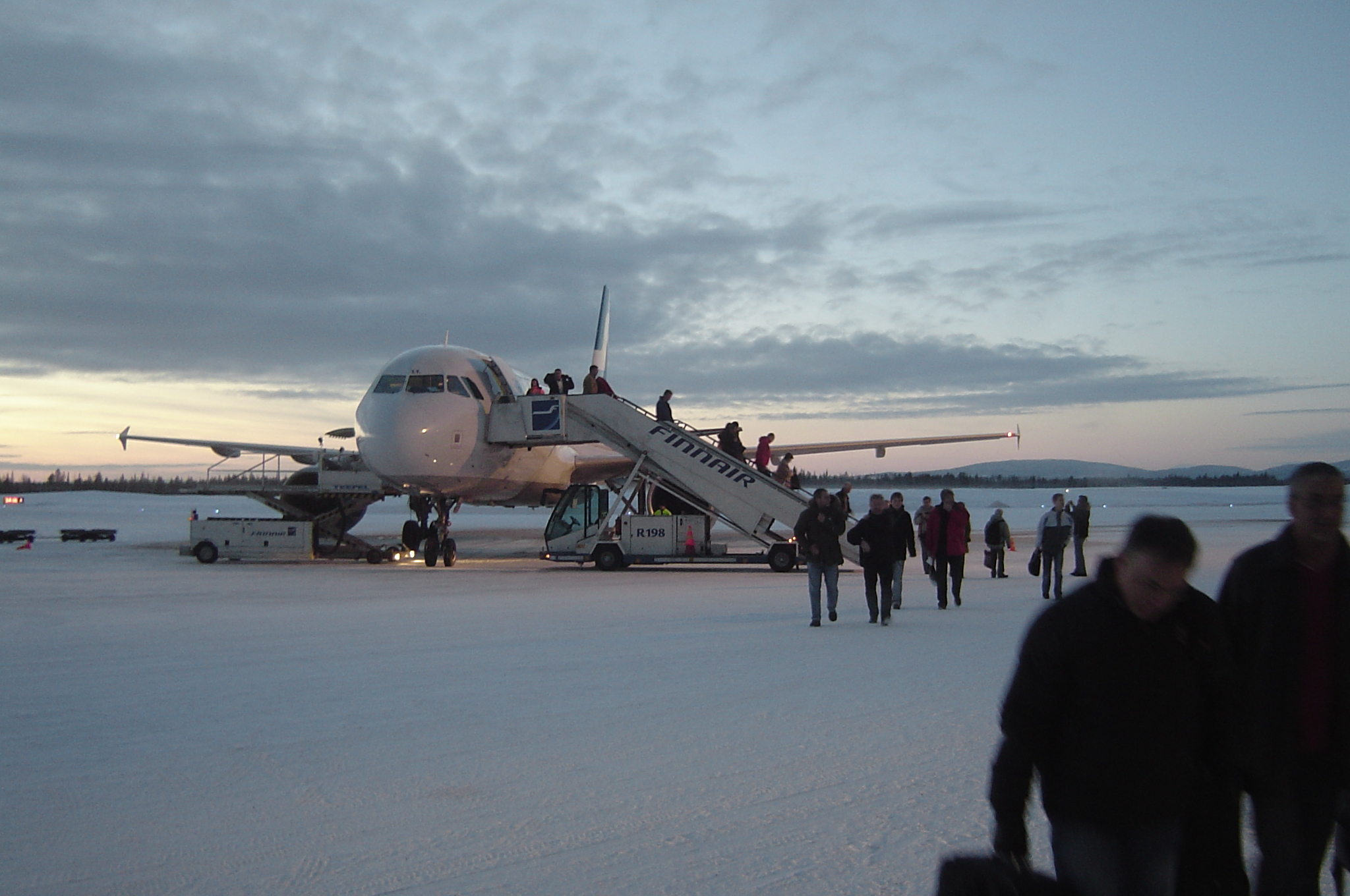
В аеропорту Кіттіля
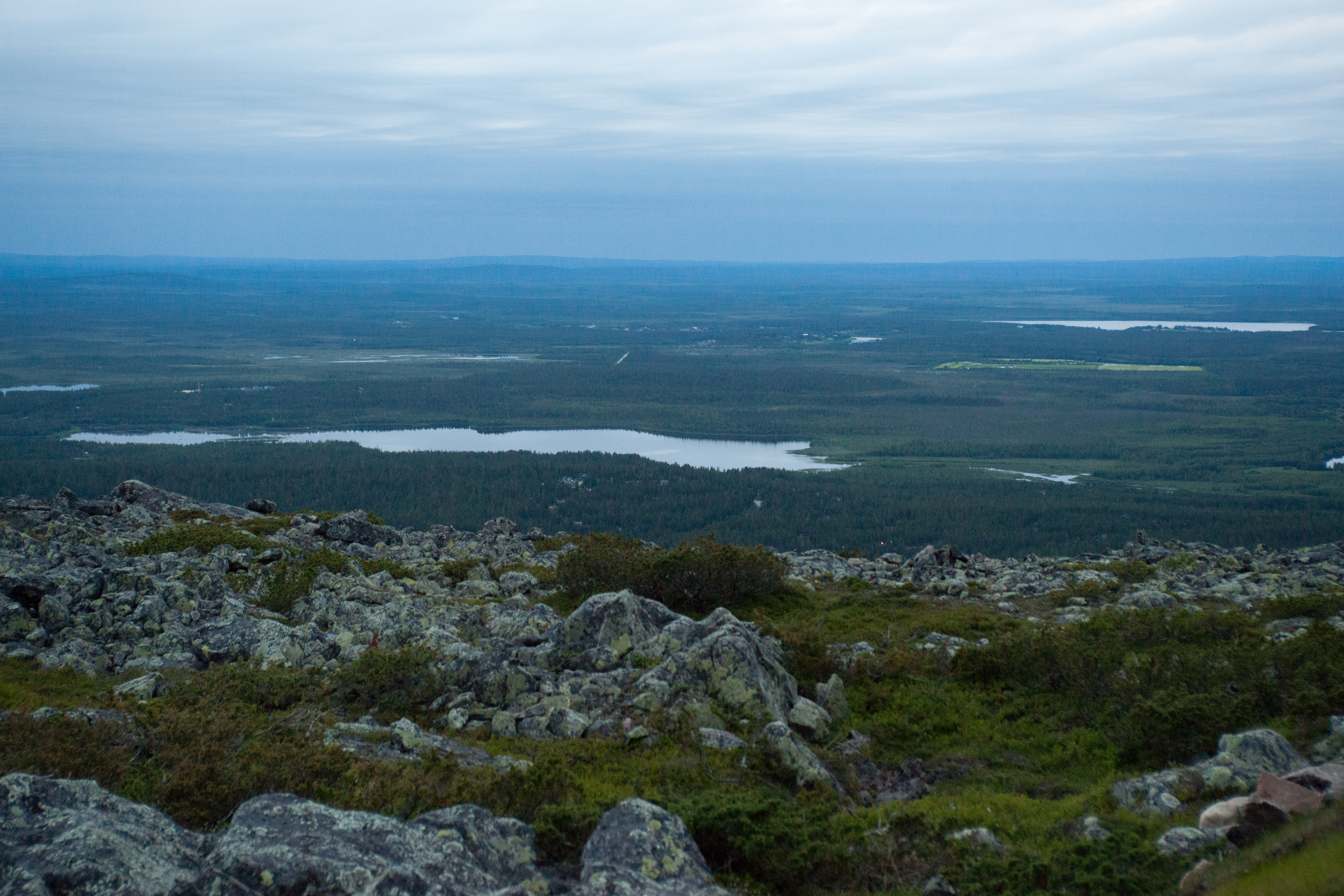
Вигляд з курорту Леві
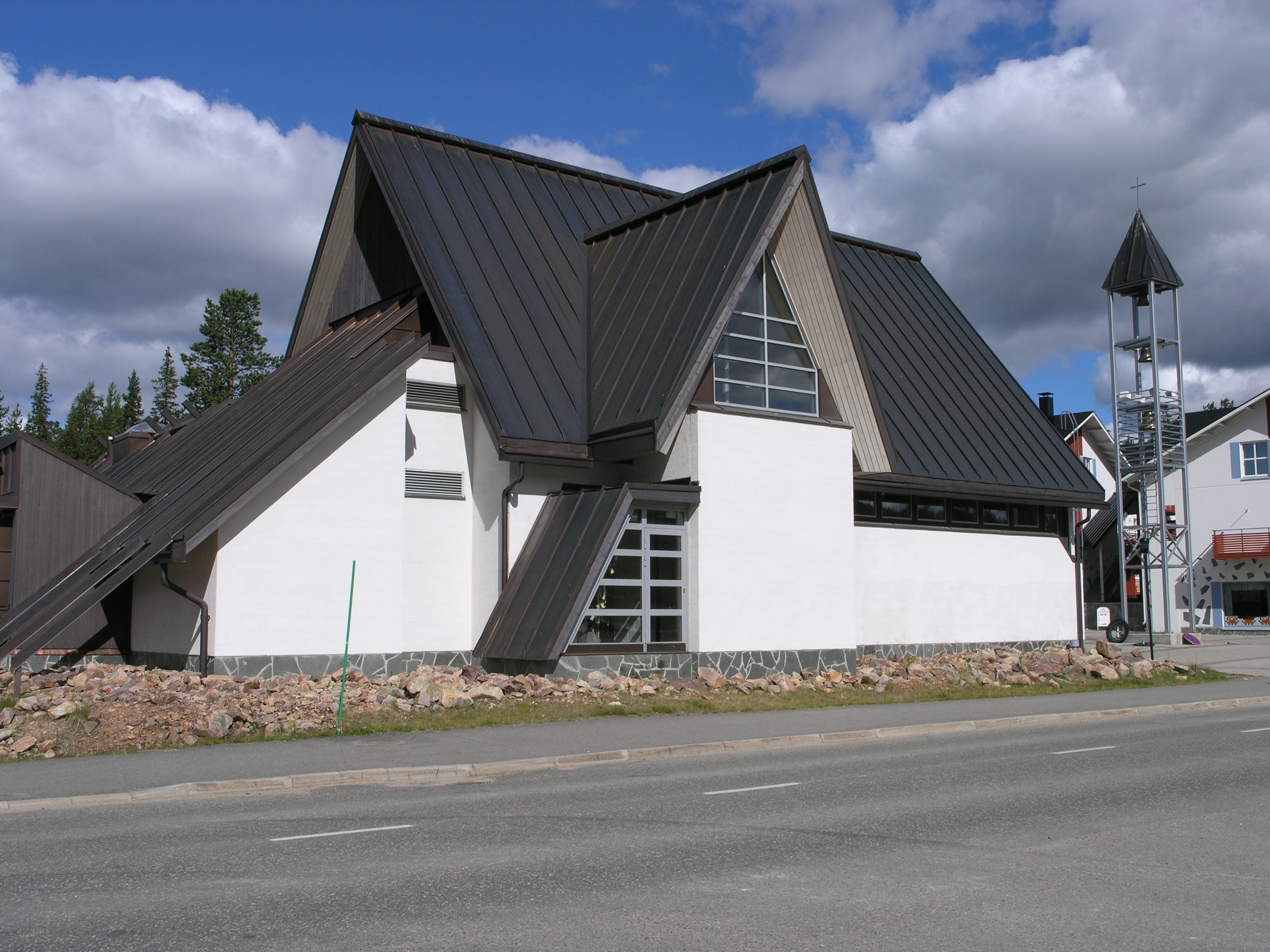
Каплиця св. Марії